# Naissaar
Naissaar (dansk: Nargø; svensk: Nargö; tysk: Nargen) er en estisk ø cirka 10 km nordøst for Tallinn i Den Finske Bugt. Øen har et areal på 19 km2
og et befolkningstal på 9 (2017) faste beboere. Det højeste punkt på øen er med 27 meter over havet Kunilamägi. Øens navn betyder kvindeø.

## Historie
Naissaar blev først beboet i 1400-tallet. Midt i 1700-tallet blev øen nykoloniseret af svenske udvandrere. I 1858 boede der 188 mennesker på øen.
Under 1. verdenskrig gjorde russiske matroser mytteri og overtog kontrollen over øen. I december 1917 oprettede matroserne Sovjetrepubliken Naissaar. Republiken eksisterede frem til den 26. februar 1918.
Frem til 1. verdenskrig var befolkningen på Naissaar for største del svensktalende. Men nærheden til den estiske hovedstad Tallinn førte til en større tilflytning af estere. I mellemkristiden var cirka en tredjedel af beboerne estlandssvenskere. I 1934 boede cirka 450 mennesker på øen. I forår 1940 blev beboerne evakueret, da Sovjetunionen okkuperede øen og resten af Estland. 
Siden 1995 er Naissaar et naturreservat.

## Eksterne links
- Wikimedia Commons har flere filer relateret til Naissaar

59°34′N 24°31′Ø / 59.57°N 24.52°Ø